# Silesjaure (Jokkmokks socken, Lappland)
Silesjaure är en sjö i Jokkmokks kommun i Lappland och ingår i Luleälvens huvudavrinningsområde. Sjön har en area på 1,35 kvadratkilometer och ligger 670 meter över havet. Silesjaure ligger i Pärlälvens fjällurskog Natura 2000-område. Sjön avvattnas av vattendraget Skieltajåkkå.

## Delavrinningsområde
Silesjaure ingår i det delavrinningsområde (740520-158726) som SMHI kallar för Utloppet av Silesjaure. Medelhöjden är 802 meter över havet och ytan är 18,46 kvadratkilometer. Räknas de 4 avrinningsområdena uppströms in blir den ackumulerade arean 50,17 kvadratkilometer. Skieltajåkkå som avvattnar avrinningsområdet har biflödesordning 4, vilket innebär att vattnet flödar genom totalt 4 vattendrag innan det når havet efter 314 kilometer. Avrinningsområdet består mestadels av skog (27 procent) och kalfjäll (60 procent). Avrinningsområdet har 1,39 kvadratkilometer vattenytor vilket ger det en sjöprocent på 7,5 procent.